# Francisco Calado
Francisco Calado, de son nom complet Francisco Antero Perdigão Calado Ribeiro, est un footballeur portugais né le 22 février 1927 à Lisbonne et mort le 5 février 2005 à Lisbonne.

## Biographie
Il passe toute sa carrière à Benfica, gagnant 2 championnats portugais et coupes du Portugal avec les Aigles. Il revêt à de nombreuses reprises le brassard de capitaine.
Après sa carrière de footballeur, il pratique le rugby et l'athlétisme, toujours sous le maillot de Benfica.

## Carrière
- 1948-1949, 1950-1951 et 1953-1958[2] :  Benfica Lisbonne

## Palmarès

### En club
Avec le Benfica Lisbonne :
- Champion du Portugal en 1955 et 1957
- Vainqueur de la Coupe du Portugal en 1955 et 1957
- Finaliste de la Coupe Latine en 1957